# 揖斐川町の地名
- 岐阜県 > 揖斐郡 > 揖斐川町 > 地名

揖斐川町の地名（いびがわちょうのちめい）では、同町内に存在する町名・字名を一覧にして記す。括弧内は大字の場合は旧自治体名、数字の場合は成立年もしくは廃止年、町名の場合は旧町名である。

## （旧）揖斐川町発足時
1955年（昭和30年）4月1日、揖斐郡揖斐町、北方村、大和村、清水村、小島村が合併し揖斐川町が成立。成立時の地名を以下に記す。
- 三輪　（旧・揖斐町）
- 大光寺　（旧・揖斐町）
- 小野　（旧・揖斐町）
- 小谷　（旧・揖斐町）
- 志津山　（旧・揖斐町）
- 上野　（旧・揖斐町）
- 上岡島　（旧・揖斐町）
- 下岡島　（旧・揖斐町）
- 北方　（旧・北方村）
- 極楽寺　（旧・大和村）
- 房島　（旧・大和村）
- 上南方　（旧・大和村）
- 若松　（旧・大和村）
- 清水（旧・清水村）
- 島　（旧・清水村）
- 福島　（旧・清水村）
- 長良　（旧・清水村）
- 小島　（旧・小島村）
- 上ミ野　（旧・小島村）
- 岡　（旧・小島村）
- 和田　（旧・小島村）
- 上東野　（旧・小島村）
- 市場　（旧・小島村）
- 瑞岩寺　（旧・小島村）
- 白樫　（旧・小島村）
- 新宮　（旧・小島村）
- 黒田　（旧・小島村）

## 1956年
- 脛永　（旧・養基村）

## （新）揖斐川町発足時
2005年（平成17年）1月31日、（旧）揖斐川町が揖斐郡谷汲村、春日村、坂内村、久瀬村、藤橋村と合併し、（新）揖斐川町が成立。ここでは（旧）揖斐川町を除く地名を記す。旧・谷汲村の地名は旧地名の頭に「谷汲」の文字を、旧・春日村の地名は旧地名の頭に「春日」の文字を、旧・坂内村の地名は旧地名の頭に「坂内」の文字を冠した。
- 谷汲深坂　（旧・谷汲村）
- 谷汲岐礼　（旧・谷汲村）
- 谷汲大洞　（旧・谷汲村）
- 谷汲長瀬　（旧・谷汲村）
- 谷汲名礼　（旧・谷汲村）
- 谷汲有鳥　（旧・谷汲村）
- 谷汲徳積　（旧・谷汲村）
- 谷汲木曽屋　（旧・谷汲村）
- 谷汲高科　（旧・谷汲村）
- 谷汲神原　（旧・谷汲村）
- 春日六合　（旧・春日村）
- 春日川合　（旧・春日村）
- 春日香六　（旧・春日村）
- 春日中山　（旧・春日村）
- 春日小宮神　（旧・春日村）
- 春日美束　（旧・春日村）
- 坂内川上　（旧・坂内村）
- 坂内広瀬　（旧・坂内村）
- 坂内坂本　（旧・坂内村）
- 乙原　（旧・久瀬村）
- 日坂　（旧・久瀬村）
- 東津汲　（旧・久瀬村）
- 西津汲　（旧・久瀬村）
- 外津汲　（旧・久瀬村）
- 小津　（旧・久瀬村）
- 樫原　（旧・久瀬村）
- 三倉　（旧・久瀬村）
- 西横山　（旧・藤橋村）
- 東横山　（旧・藤橋村）
- 鶴見　（旧・藤橋村）
- 東杉原　（旧・藤橋村）
- 徳山　（旧・藤橋村） 　※かつての徳山村大字徳山（通称「本郷」）
- 山手　（旧・藤橋村） 　※かつての徳山村大字山手
- 櫨原　（旧・藤橋村） 　※かつての徳山村大字櫨原
- 塚　（旧・藤橋村） 　※かつての徳山村大字塚
- 戸入　（旧・藤橋村） 　※かつての徳山村大字戸入
- 門入　（旧・藤橋村） 　※かつての徳山村大字門入
- 開田　（旧・藤橋村） 　※かつての徳山村大字開田

## 参考資料
- 角川日本地名大辞典 21 岐阜県